# November 11.
November 11. az év 315. (szökőévben 316.) napja a Gergely-naptár szerint. Az évből még 50 nap van hátra.
Névnapok: Márton + Ata, Atád, Atos, Atosz, Ramira, Martin, Martos, Ménás, Ménrót, Nimród.

## Fontosabb események

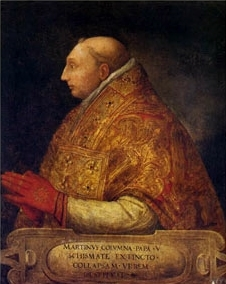
V. Márton pápa

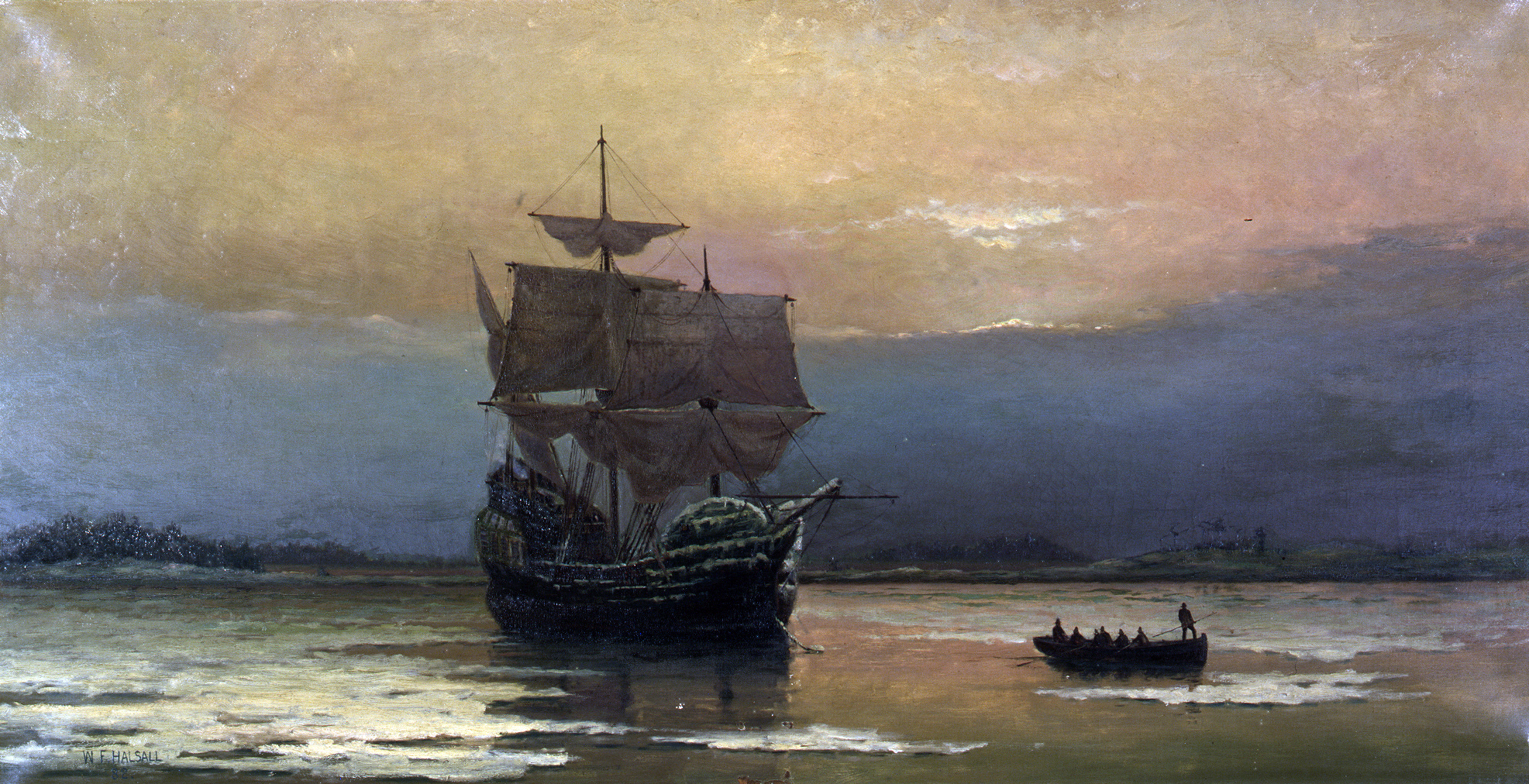
A Mayflower (hajó)

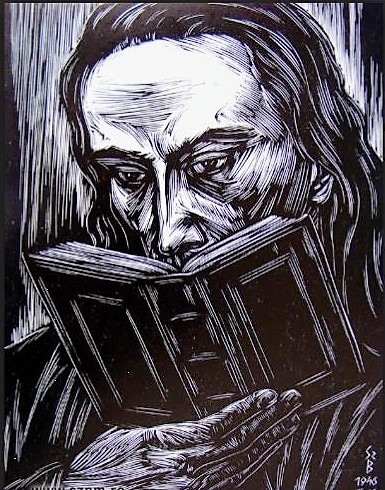
Apáczai Csere János

- 308 – Licinius lesz Róma társcsászára
- 1417 – V. Márton pápát egyszerű diakónusból pápává választják.
- 1493 – A milánói udvar kérésére a pápa érvénytelenítette Sforza Bianka Mária milánói hercegnőnek a Corvin János herceggel, I. Mátyás magyar királynak az Edelpeck Borbála boroszlói úrnővel folytatott viszonyából született törvényesített és apja utódául szánt fattyú fiával  1487. november 25-én per procuram (képviselők útján) Milánóban kötött házasságát, miután Corvin János nem lett magyar király.
- 1506 – II. Gyula pápa csapatai élén bevonul Bolognába.
- 1526 – Szapolyai János erdélyi fejedelmet I. János néven magyar királlyá koronázzák.[1]
- 1606 – A zsitvatoroki béke megkötése II. Rudolf német-római császár (Rudolf magyar király) és a török szultán között.
- 1620 – Massachusettsben kiköt a Mayflower hajó, fedélzetén 41 európai kivándorlóval, az "Amerikai Egyesült Államok alapító atyáival".
- 1653 – Apáczai Csere János a gyulafehérvári kollégium tanárai és tanulói előtt „De studio sapientiae” címmel megtartja székfoglaló beszédét a bölcsesség tanulásáról.[2][3]
- 1703 – Kihal a Zrínyi nemzetség, miután meghal Zrínyi IV. János Antal .
- 1705 – II. Rákóczi Ferenc Zsibó mellett vereséget szenved a császári hadaktól.
- 1887 – Négy Chicago-i szakszervezeti vezetőt (Albert Parsons-t, August Spies-t, Adolf Fischert és George Engelt) halálra ítélnek és felakasztanak, az 1886. május 3-i munkástüntetést és rendőrsortüzet követő megtorlás keretében (1893-ban rehabilitálják őket).
- 1889 – Washington lesz az Egyesült Államok 42. állama.
- 1903 – A petrópolisi szerződés aláírása Brazília és Bolívia között: Acre brazil bekebelezése, ahol brazil bevándorlók független köztársaságot is alapítottak.
- 1918 – Az Antant döntő győzelmet arat Afrikában a Német Birodalom felett.
- 1918 – Németország aláírja a compiègne-i erdőben a fegyverszünetet, véget ér az első világháború.
- 1918 – I. Károly osztrák császár (IV. Károly néven magyar király) lemond Ausztria császári trónjáról (a magyar királyi trónról csak 13-án).
- 1918 – Lengyelország 123 év után újra függetlenné válik.
- 1938 – Kassa visszacsatolása a Magyar Királysághoz, az első bécsi döntés értelmében.
- 1938 – Először hangzik fel Irving Berlin szerzeménye, a God Bless America a rádióban.
- 1956 – Kádár János bejelenti, hogy az MSZMP Ideiglenes Intéző Bizottsága határozatot hozott az ÁVH végleges megszüntetésére.
- 1960 – A dél-vietnámi hadsereg egyes egységei sikertelen puccsot hajtanak végre Diem elnök ellen.
- 1963 – A világ 44 állama embargót vezet be Dél-Afrika ellen annak fajüldöző politikája miatt
- 1965 –  Dél-Rodéziai miniszterelnök Ian Smith kijelenti Rodézia (Zimbabwe) függetlenségét a brit korona alól.
- 1968 – Az amerikai csapatok átfogó légi-offenzívába kezdenek a Ho Si Minh-ösvényen történő csapatmozgások és az utánpótlás szállításának leállítására.
- 1971 – Bonnban egyezményt írnak alá az NSZK és a Szovjetunió közti menetrend szerinti repülőgépjáratok megindításáról.
- 1972 – Az amerikai hadsereg kivonul a Long Binh bázisáról ezzel végetér az amerikai részvétel a vietnámi háborúban
- 1975 – Angola függetlenné válik.
- 1977 – Nagyarányú tisztogatási hullám indul a „négyek bandájának” hívei ellen Kínában.
- 1981 – Az ENSZ tagja lesz Antigua és Barbuda
- 1981 – A Nemzetközi Bűnügyi Rendőrségi Szervezet (Interpol) felveszi tagjai sorába a magyar rendőrséget.
- 1982 – Lech Wałęsa kiszabadul a börtönéből Lengyelországban.
- 1986 – Megkezdi működését a Dunai Vasmű új kokszolóműve
- 1990 – Pozsgay Imre kilép a Magyar Szocialista Pártból
- 1997 – az UNESCO Közgyűlése elfogadta az Emberi Génállomány és Emberi Jogok Egyetemes Nyilatkozatát.
- 1998 – Az izraeli kormány ratifikálja a "Földet békéért" szerződést a palesztinokkal.
- 2004 – Jasszer Arafat halála után Mahmúd Abbász lesz a Palesztin Felszabadítási Szervezet (PFSZ) elnöke

## Születések

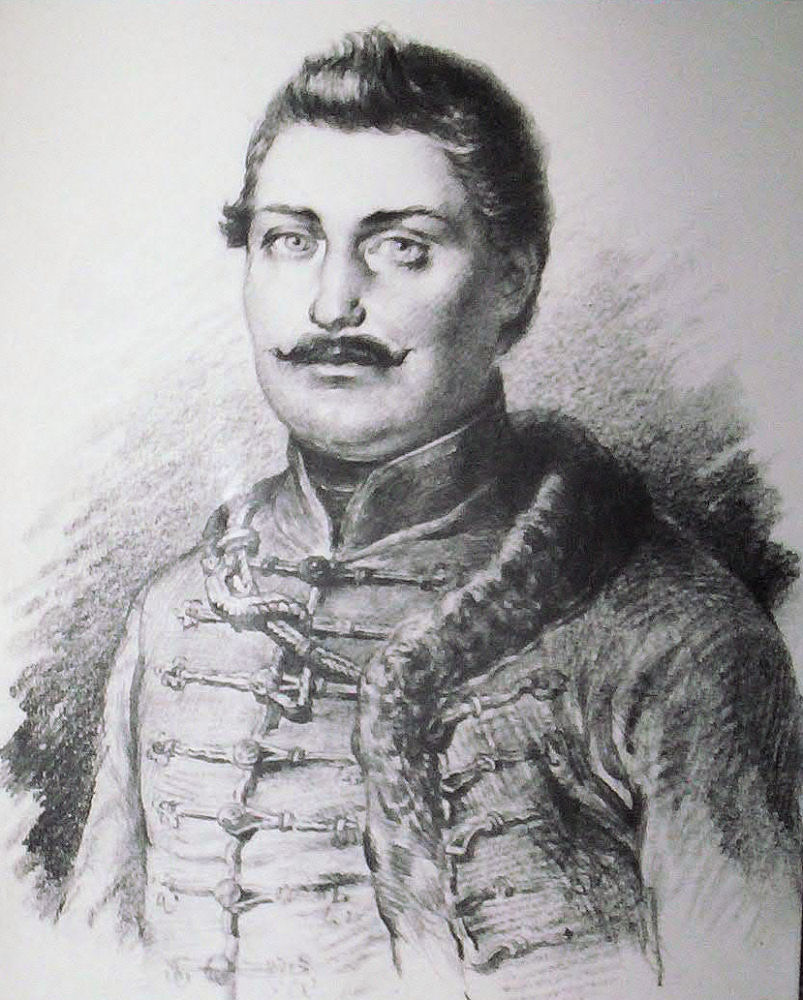
Katona József

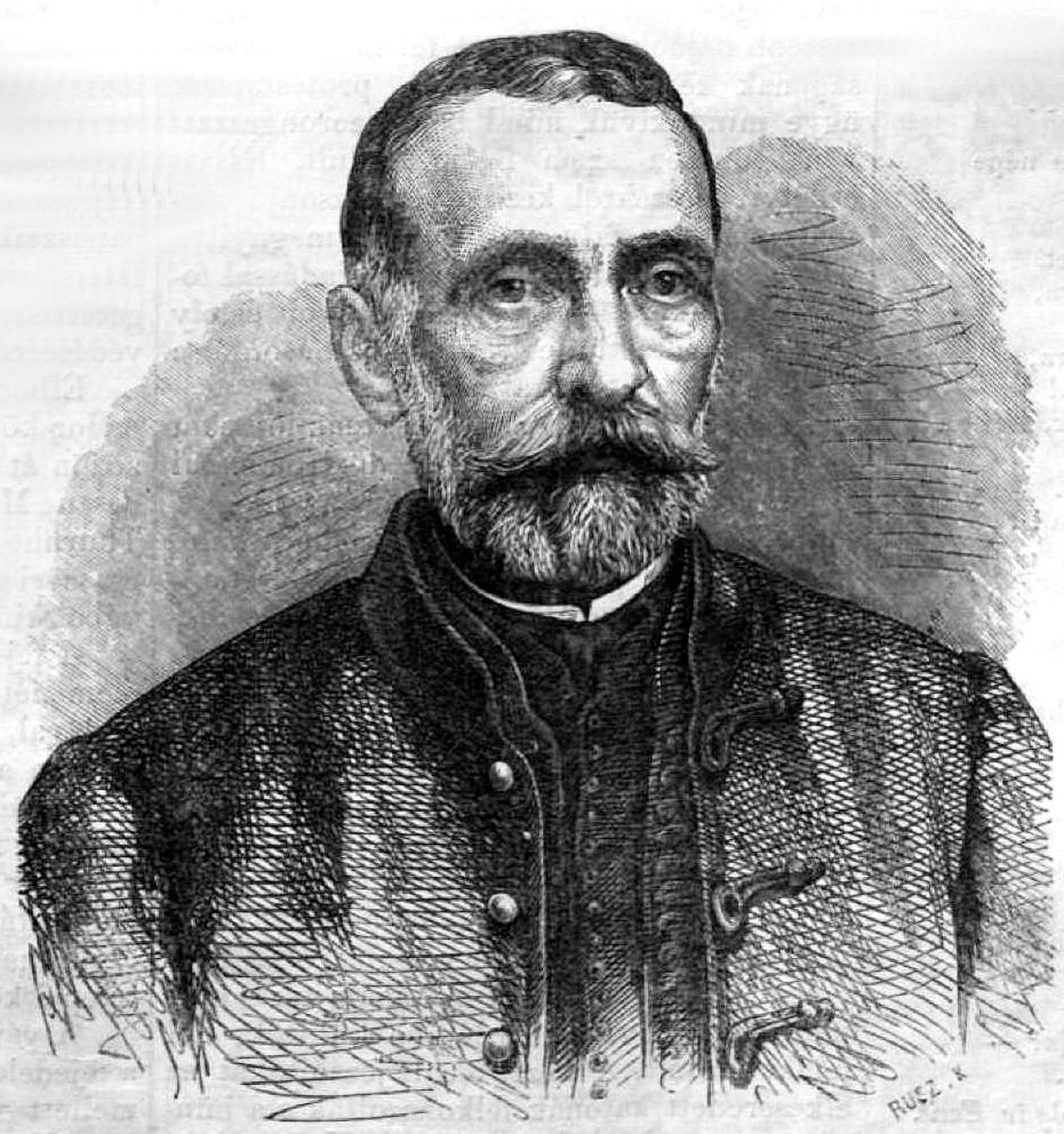
Rottenbiller Lipót

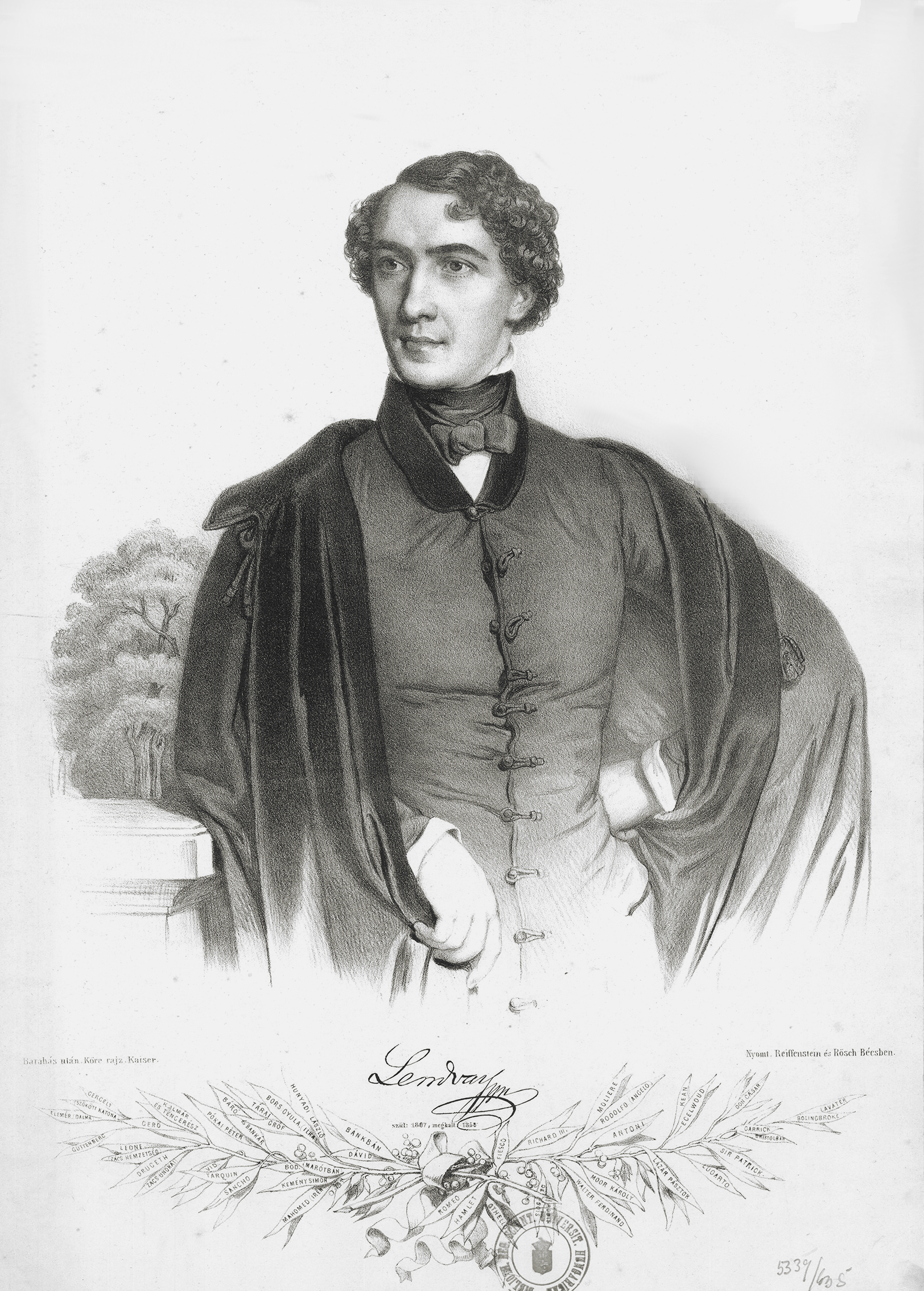
id. Lendvay Márton Barabás Miklós kőrajzán

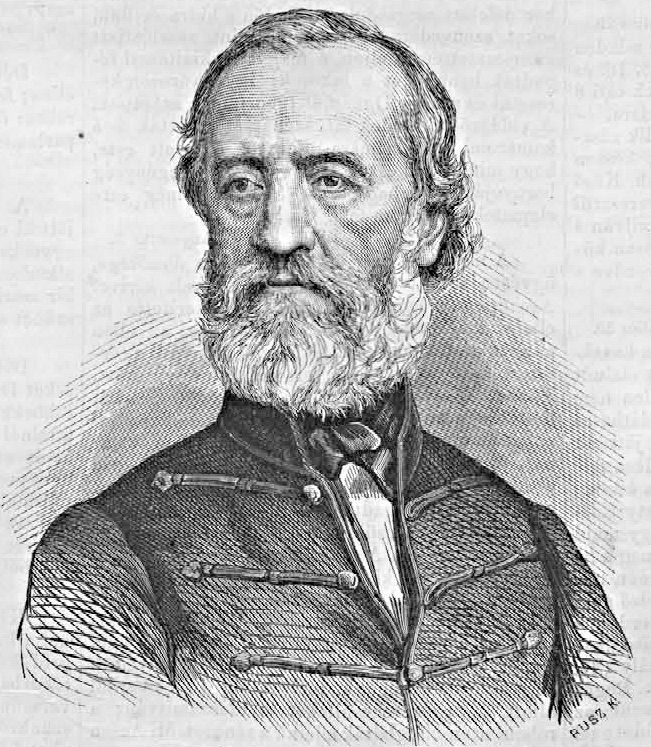
Perczel Mór Rusz Károly metszetén

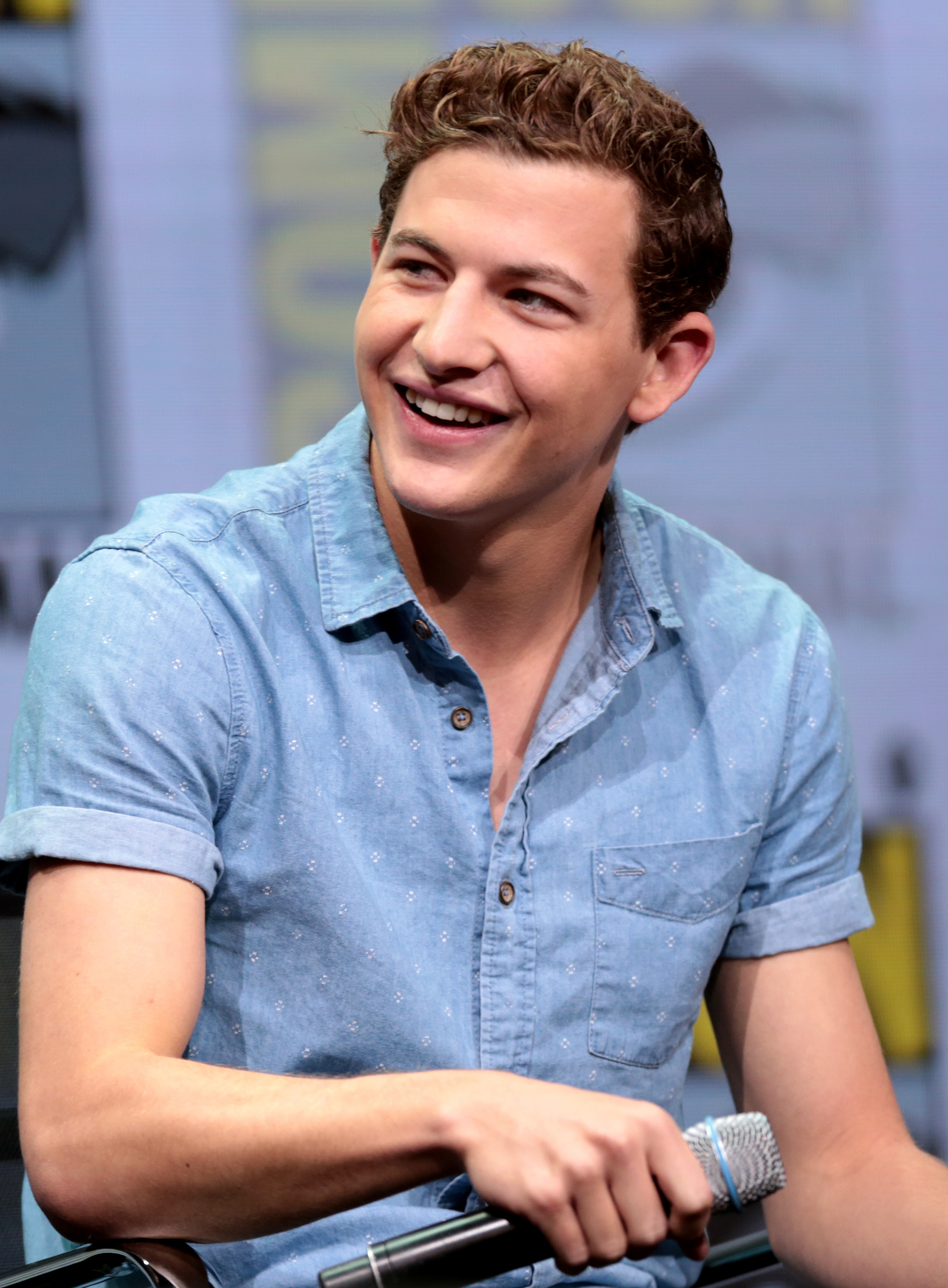
Tye Sheridan

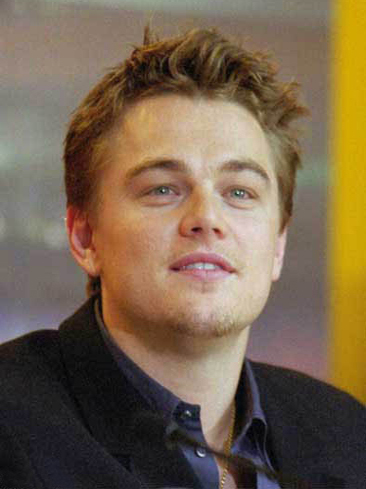
Leonardo DiCaprio

- 1154 – I. Sancho portugál király († 1212)
- 1220 – Alphonse de Poitiers VIII. Lajos francia király és Kasztíliai Blanka gyermeke, IX. (Szent) Lajos francia és I. Károly szicíliai király fivére († 1271)
- 1433 – Károly burgundi herceg († 1477)
- 1449 – Podjebrád Katalin magyar királyné, I. György cseh király leánya, I. Mátyás magyar király első felesége († 1464)
- 1491 – Martin Bucer német reformátor, hitvitázó és egyházszervező († 1551)
- 1713 – Bossányi Szerafin  magyar hittudós, minorita rendi áldozópap († 1785)
- 1791 – Katona József magyar író, drámaíró († 1830)
- 1806 – Rottenbiller Lipót magyar politikus, Pest város polgármestere, majd főpolgármestere († 1870)
- 1807 – idősebb Lendvay Márton énekes-színész, rendező († 1858)
- 1811 – Perczel Mór magyar honvéd tábornok († 1899)
- 1812 – Pettkó János császári és királyi bányatanácsos, magyar geológus a Magyar Tudományos Akadémia levelező tagja († 1890)
- 1821 – Fjodor Mihajlovics Dosztojevszkij orosz író († 1881)
- 1834 – Franz Steindachner osztrák zoológus és ichthiológus, kiemelkedik a halrendszertan területén végzett munkássága († 1919)
- 1835 – Matthías Jochumsson izlandi költő, író, műfordító, az izlandi himnusz szövegírója († 1920)
- 1852 – Franz Conrad von Hötzendorf császári és királyi tábornagy, vezérezredes († 1925)
- 1861 – Erich von Falkenhayn német tábornok, katonapolitikus  († 1922)
- 1863 – Paul Signac francia festőművész († 1935)
- 1864 – Alfred Hermann Fried osztrák pacifista író, újságíró, a Német Béketársaság társalapítója († 1921)
- 1865 – Szász Károly magyar politikus, író, kritikus, akadémikus  († 1950)
- 1873 – Jukums Vācietis lett származású szovjet katonai vezető († 1938)
- 1876 – Albert Andor szobrászművész († 1940)
- 1882 – Ballenegger Róbert Kossuth-díjas magyar agrogeológus, egyetemi tanár († 1969)
- 1883 – Ernest Ansermet svájci karmester († 1969)
- 1885 – George Patton amerikai tábornok, II. világháborús  parancsnok († 1945)
- 1886 – Basilides Mária magyar opera-énekesnő, a Nemzeti Színház örökös tagja († 1946)
- 1891 – Gádor István Kossuth-díjas magyar kerámiaművész, érdemes és kiváló művész († 1984)
- 1898 – René Clair francia filmrendező († 1981)
- 1901 – Richard Lindner német-amerikai festő († 1978)
- 1901 – Rajeczky Benjamin Kossuth- és Erkel Ferenc-díjas magyar zenetörténész, népzenekutató  († 1989)
- 1905 – Cs. Szabó László magyar író, esszéista, kritikus, a „Nyugat” c. folyóirat munkatársa († 1984)
- 1909 – Piero Scotti olasz autóversenyző († 1976)
- 1909 – Robert Ryan amerikai színész  († 1973)
- 1914 – Howard Fast amerikai zsidó író, forgatókönyvíró († 2003)
- 1919 – Kalle Päätalo finn író († 2000)
- 1919 – Köpeczi Bócz István Jászai Mari-díjas magyar díszlet- és jelmeztervező († 1978)
- 1921 – Szalóky Sándor Munkácsy Mihály-díjas magyar festőművész († 1978)
- 1922 – Kurt Vonnegut amerikai író († 2007)
- 1926 – Maria Teresa de Filippis olasz autóversenyző, a Formula–1-es világbajnokság első női versenyzője († 2016)
- 1928 – Carlos Fuentes mexikói író, újságíró, irodalomtudós, diplomata († 2012)
- 1928 – Kiss Ferenc József Attila-díjas magyar irodalomtörténész, kritikus († 1999)
- 1935 – Bibi Andersson svéd színésznő († 2019)
- 1937 – Vittorio Brambilla olasz autóversenyző († 2001)
- 1941 – Dörögdy Miklós magyar bábművész († 2012)
- 1943 – Utasi Mária magyar költő, műfordító († 1985)
- 1943 – Dave Cockrum amerikai képregényrajzoló († 2006)
- 1945 – Daniel Ortega Nicaragua elnöke
- 1950 – Kazinczy Ildikó magyar bábművész, színésznő
- 1953 – Deborah Henson-Conant amerikai hárfás és zeneszerző
- 1955 – Friedrich Merz német kancellár
- 1958 – Kulka János Kossuth- és Jászai Mari-díjas magyar színész, a Nemzet Színésze
- 1960 – Stanley Tucci Golden Globe-díjas amerikai színész, író, producer és filmrendező
- 1962 – Demi Moore amerikai színésznő
- 1968
  - Fülöp László televíziós műsorvezető, szerkesztő
  - Kim Jongha dél-koreai író
- 1973 – Dombi Tibor magyar labdarúgó, a DVSC jobbszélsője.
- 1974 – Leonardo DiCaprio Oscar-díjas amerikai színész
- 1976 – Palya Bea magyar népdalénekes, előadóművész
- 1977 – Deák Attila magyar kosárlabdázó
- 1978 – Nyikolaj Krjukov, orosz tornász
- 1983 – Miho Bošković horvát vízilabdázó
- 1983 – Philipp Lahm német labdarúgó
- 1986 – Robert Alfonso Acea kubai ökölvívó
- 1989 – Tanaka Reina japán énekesnő (Morning Musume)
- 1992 – Sárosi Laura magyar tollaslabdázó
- 1996 – Tye Sheridan amerikai színész
- 2002 – Azzi Fudd amerikai kosárlabdázó

## Halálozások
- 1530 – Girolamo Balbi (Balbus Jeromos) itáliai humanista, váci prépost, egri őrkanonok és gurki érsek (* 1465 körül)
- 1638 – Cornelis van Haarlem holland festőművész (* 1562)
- 1649 – Jaroslav Bořita z Martinic osztrák politikus, államférfi, II. Rudolf, II. Mátyás és II. Ferdinánd magyar királyok tanácsosa (* 1582)
- 1751 – Julien Offray de La Mettrie francia orvos és filozófus, az empirikus orvostudomány megalapozója (* 1709)
- 1831 – Gyulay Ignác magyar gróf, császári-királyi tábornok, a napóleoni háborúk hadvezére (* 1763)
- 1855 – Søren Aabye Kierkegaard dán filozófus (* 1813)
- 1882 – Csiky Samu  magyar orvos (* 1811)
- 1884 – Alfred Brehm német természettudós, szakíró (* 1829)
- 1918 – Victor Adler osztrák szociáldemokrata politikus, újságíró, az Arbeiter-Zeitung alapító főszerkesztője (* 1852)
- 1927 – Wilhelm Johannsen dán botanikus (* 1857)
- 1945 – Jerome David Kern amerikai zeneszerző (* 1885)
- 1951 – Mack Hellings amerikai autóversenyző (* 1917)
- 1965 – Kövendi Dénes magyar klasszika-filológus (* 1894)
- 1975 – Theodosius Dobzhansky orosz származású amerikai genetikus, zoológus (* 1900)
- 1976 – Alexander Calder amerikai szobrászművész (* 1898)
- 1993 – Gulyás György magyar karnagy, zenetanár (* 1916)
- 1999 – Mary Kay Bergman amerikai színésznő (* 1961)
- 2004 – Jasszer Arafat palesztin politikus, a PFSZ alapítója, Palesztina elnöke (* 1929)
- 2009 – Kokas Ignác festőművész (* 1926)
- 2009 – Tüskés Tibor irodalomtörténész (* 1930)

## Nemzeti ünnepek, emléknapok, világnapok
→Sablonvita:Ünnepek/11-11:
- Tours-i Szent Márton emléknapja a katolikus egyházban, melyhez számos népszokás kapcsolódik[4]
- A katonai felderítők napja.
- a függetlenség napja Lengyelországban (1918) és Angolában (1975) [5]
- a veteránok napja  az Amerikai Egyesült Államokban[6]
- a fegyverszünet napja (vagy az emlékezés napja) a (brit) Nemzetközösség országaiban, Franciaországban és Belgiumban az I. világháborút lezáró compiègne-i fegyverszüneti egyezmény aláírásának emlékére[7]
- Sztudita Szent Theodórosz (Sztudioni Szent Teodor)  bizánci szerzetes, apát emléknapja az ortodox egyházban[8]

## Néphagyományok
Márton napjához, november 11-hez számos népszokás, néphit kapcsolódik Magyarországon, melyek egyrészt Szent Márton és a ludak legendájához kötődnek, másrészt az év végéhez, a mezőgazdasági munkák befejeződéséhez, illetve az advent közeledtéhez.